# 구다라노코니키시 엔포
구다라노코니키시 엔포(일본어: 百済王 遠宝, ?~734년 4월 18일)는 일본 아스카 시대와 헤이안 시대의 귀족이자 선광왕의 손자이며, 그의 일본에서의 최종 관위는 종4위하였다.

## 참고 자료
- 宇治谷孟『日本書紀 （下）』講談社学術文庫、1988年
- 宇治谷孟『続日本紀 （上）』講談社学術文庫、1995年
- 宝賀寿男『古代氏族系譜集成』古代氏族研究会、1986年